# Inegalitate matematică
În matematică, o inegalitate este o expresie care exprimă faptul că o cantitate este „mai mare” decât o altă.
Sensul frazei „mai mare” depinde de relație de ordine folosită, dar în general termenul inegalitate se referă la comparație între două cantități numerice, cu noțiunea usuală de ordine (ordinea naturală pe mulțimea numerelor reale).
Un exemplu elementar de inegalitate este „{\displaystyle 1<2}”, care exprimă faptul că numărul 1 este mai mic decât numărul 2; un alt exemplu este „pentru orice număr real {\displaystyle x}, {\displaystyle 0\leq x^{2}}”, care exprimă faptul că pătratul oricărui număr real este un număr pozitiv sau egal cu 0.
Inegalitatea nu trebuie confundată cu neegalitatea — adică, negația unei egalitate — chiar dacă termenul are această semnificație și limbajul curent și etimologic vorbind. Un exemplu de neegalitate este „{\displaystyle x\neq x+1}”.

## Notații
Inegalitățile între numere reale se notează cu simbolurile „{\displaystyle <}”, „{\displaystyle >}”, „{\displaystyle \leq }” și „{\displaystyle \geq }”. Fie a și b. două numere reale. Atunci,
- Simbolurile „{\displaystyle <}” și „{\displaystyle <}” reprezintă inegalități stricte:
  - {\displaystyle a<b} înseamnă „a și b sunt diferite, și a este mai mic decât b”.
  - {\displaystyle a>b} înseamnă „a și b sunt diferite, și a este mai mare decât b”.

- Simbolurile „{\displaystyle \leq }” și „{\displaystyle \geq }” reprezintă inegalități nestricte:
  - {\displaystyle a\leq b} înseamnă „a este mai mic sau egal cu b”.
  - {\displaystyle a\geq b} înseamnă: „a este mai mare sau egal cu b”.

## Proprietăți

### Trihotomie
Între două numere reale a și b, este adevărată doar una din relațiile:
- {\displaystyle a<b}
- {\displaystyle a>b}
- {\displaystyle a=b}

### Antisimetrie
Fie {\displaystyle a,b\in \mathbb {R} }. Atunci:
- Dacă   {\displaystyle a<b\,}   atunci   {\displaystyle b>a\,}
- Dacă   {\displaystyle a>b\,}   atunci   {\displaystyle b<a\,}

### Tranzitivitate
Fie   {\displaystyle a,b,c\in \mathbb {R} }. Atunci:
- Dacă   {\displaystyle a<b\,}   și   {\displaystyle b<c\,}   atunci   {\displaystyle a<c\,}
- Dacă   {\displaystyle a>b\,}   și   {\displaystyle b>c\,}   atunci   {\displaystyle a>c\,}

## Inegalități celebre
- Inegalitatea Cauchy-Schwarz
- Inegalitatea mediilor
- Inegalitatea lui Euler
- Inegalitatea lui Bernoulli
- Inegalitatea lui Bessel
- Inegalitatea triunghiului
- Inegalitatea lui Ptolemeu
- Inegalitatea lui Gauss
- Inegalitatea lui Abel
- Inegalitatea lui Jensen
- Inegalitatea lui Minkovski
- Inegalitatea lui Nesbitt
- Inegalitatea lui Chasles